# Ронцо-Кьенис
Ронцо-Кьенис (итал. Ronzo-Chienis) — коммуна в Италии, располагается в провинции Тренто области Трентино-Альто-Адидже.
Население составляет 1011 человек (2008 г.), плотность населения составляет 78 чел./км². Занимает площадь 13 км². Почтовый индекс — 38060. Телефонный код — 0464.
Покровителем коммуны почитается святой архангел Михаил, празднование 29 сентября.

## Демография
Динамика населения:

## Администрация коммуны
- Официальный сайт: http://www.comune.ronzo-chienis.tn.it/